# Tesla và công đoàn

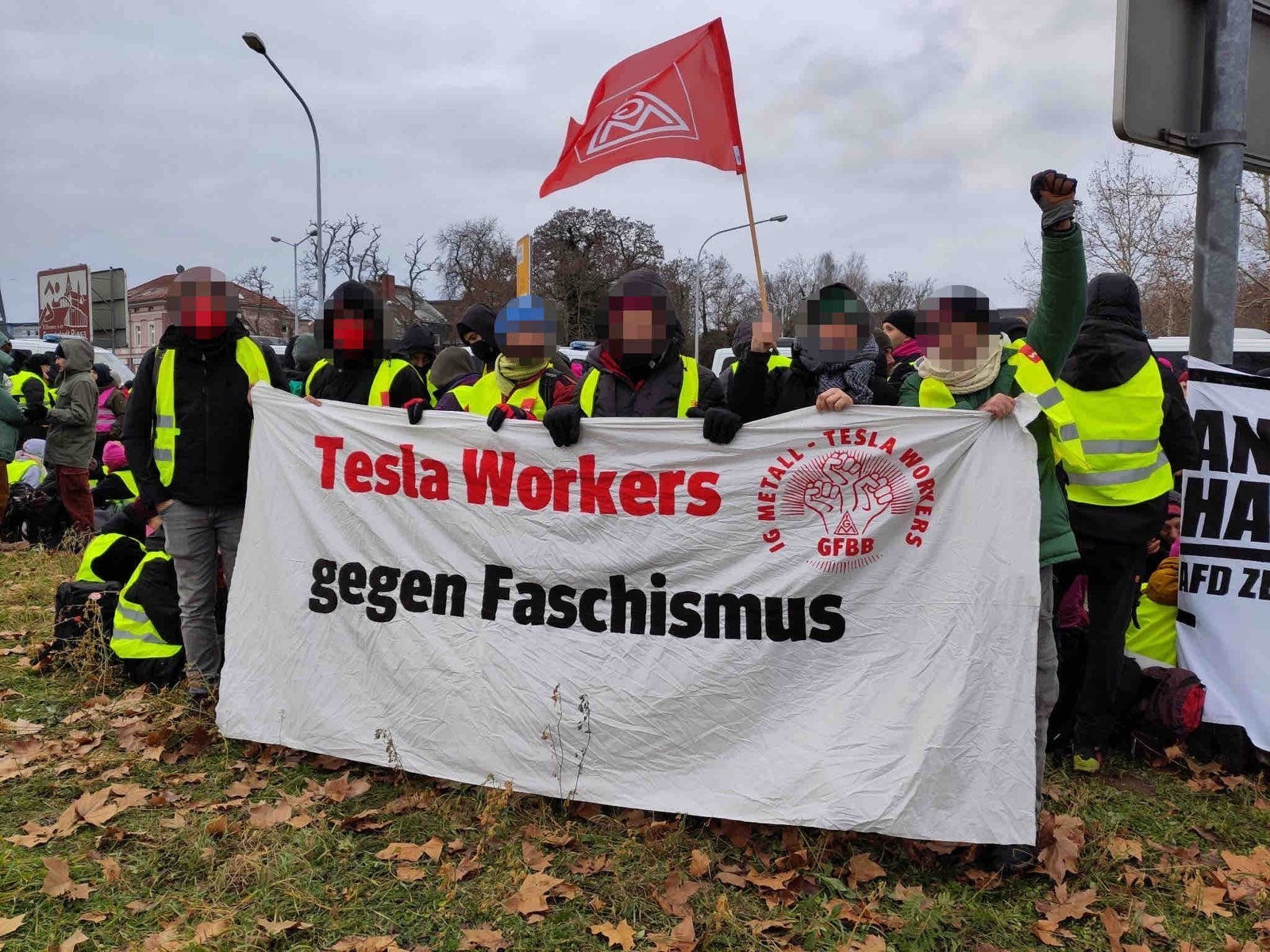
Công nhân Tesla Đức mang theo băng rôn IG Metall với dòng biểu ngữ "Công nhân Tesla phản đối chủ nghĩa phát xít"

Tesla, Inc. là một công ty sản xuất ô tô điện với hơn 140.000 công nhân trên khắp thế giới tính đến  tháng 1 năm 2024, nhưng hầu như đều không được tổ chức thành công đoàn. Mặc cho những cáo buộc liên quan đến tỷ lệ chấn thương nghề nghiệp cao, thời gian làm việc dài, tiền lương bèo bọt, các nỗ lực nhằm công đoàn hóa lực lượng lao động của công ty này đến nay đều bất thành. CEO của Tesla, Elon Musk, đã từng có những bình luận tiêu cực về công đoàn trong tương quan với công ty của ông. Theo đó, nhiều cuộc tranh chấp lao động với công ty của vị tỷ phú này đã và vẫn đang diễn ra tại Hoa Kỳ, Đức và Thụy Điển.
Tesla là công ty sản xuất ô tô duy nhất ở Hoa Kỳ không có đại diện công đoàn sở tại nào. Cho tới nay, các nỗ lực nhằm tạo lập công đoàn tại Nhà máy Fremont và Gigafactory New York đều không khả quan. Cuối năm 2023, Nghiệp đoàn Công nhân Ô tô Mỹ thông báo sẽ kiên trì thúc đẩy tiến trình công đoàn hóa. Tại Đức, tình trạng phi công đoàn của Gigafactory Berlin-Brandenburg và lương công bèo bọt so với chuẩn công nghiệp của đất nước này đang làm suy yếu cơ cấu uy quyền của IG Metall. Gigafactory Berlin-Brandenburg và Tesla Automation cho phép thành lập các ủy ban công nhân mà không có thỏa ước lao động tập thể. Tesla Automation đã ký kết một thỏa ước lao động tập thể liên quan đến thù lao với ủy ban công nhân của họ, song từ chối ký kết một thỏa ước tập thể tương đương với IG Metall. Tại Thủy Điện, thợ cơ khí TM Sweden có liên hệ với IF Metall hiện vẫn đang tổ chức đình công từ ngày 27 tháng 10 năm 2023, với sự tham gia lan rộng của các công đoàn tại Thụy Điển, Đan Mạch và Na Uy. Đây là vụ đình công lớn nhất tại Thụy Điển kể từ Thỏa ước Saltsjöbaden năm 1938 và hiện vẫn đang tiếp diễn tính đến tháng 5 năm 2025.

## Hoa Kỳ
Tesla tuyển dụng 70.000 công nhân trên khắp nước Mỹ tính đến năm 2024. Đây là nhà sản xuất ô tô Mỹ duy nhất không được đại diện bởi bất kỳ một công đoàn sở tại nào. Kể từ năm 2017, các nỗ lực thành lập công đoàn: do Công đoàn Công nhân Ô tô Hoa Kỳ (UAW) dẫn đầu tại nhà máy Fremont vào năm 2017, Công đoàn Công nhân Thép Hoa Kỳ và Công đoàn Anh em Thợ điện Quốc tế tại Gigafactory New York (Giga New York) vào năm 2018, và Workers United tại Giga New York vào năm 2023, đều bất thành. Vài tháng sau đó, UAW công bố các nỗ lực tổ chức công đoàn trên toàn nước Mỹ đã được khởi động lại.
Người sử dụng lao động phản đối công đoàn không phải là điều mới lạ tại Hoa Kỳ. Trong trường hợp có dấu hiệu phạm pháp, chẳng hạn như hành vi lao động không công bằng, National Labor Relations Board (NLRB) có một số cơ chế hạn định nhằm thực thi Đạo luật Quan hệ lao động quốc gia quy định các quyền của công nhân. Không giống như Occupational Safety and Health Administration, NLRB không có quyền phạt tiền. Người lao động tại nơi làm việc có thể thành lập công đoàn nếu phần đông sở hữu thẻ công đoàn hoặc tổ chức bầu cử được giám sát. Tuy mật độ công đoàn (tỉ lệ công nhân tham gia công đoàn và không tham gia công đoàn) nhìn chung còn thấp, các nỗ lực kết đoàn thành công gần đây đã thu hút sự chú ý của công chúng. Theo nhà xã hội học lao động Joshua Mayor, các nỗ lực kết đoàn đôi khi bất thành không phải vì công nhân phản đối việc làm đó, mà bởi họ không tự tin là mình có thể thắng. Ứng cử viên Tổng thống Donald Trump khẳng định rằng ông ủng hộ các chính sách phá đám công đoàn của Musk trong một cuộc phỏng vấn với vị này. United Auto Workers sau đó đã khởi kiện chống lại Trump và Musk.

### Nhà máy Fremont
Tesla đã mua lại nhà máy NUMMI từng được công đoàn hóa tại Fremont, California vào năm 2010, sau đổi thành Nhà máy Fremont của Tesla. Tesla tuyển dụng 20.000 công nhân tại Nhà máy Fremont.
Chủ tịch United Auto Workers (UAW) Dennis Williams bày tỏ ý kiến muốn thành lập công đoàn trong nhà máy vào tháng 5 năm 2016, ít lâu sau khi Tesla công bố chỉ tiêu sản xuất 500.000 ô tô tại địa phương vào năm 2018. Mùa thu năm 2016, Jose Moran, một nhân viên Nhà máy Fremont, đã liên hệ với UAW, công khai chiến dịch "Fair Future at Tesla" vào tháng 2 năm 2017, lấy lý do tỷ lệ chấn thương lao động cao, giờ làm dài và lương công dưới chuẩn công nghiệp. Tháng 10 năm 2017, Tesla sa thải Richard Ortiz, người có liên can đến chiến dịch kết đoàn, hành động mà bị NLRB coi là trả đũa phi pháp.
| Elon Musk | Twitter |
| @elonmusk |         |

Trả lời @dmatkins137
Nothing stopping Tesla team at our car plant from voting union. Could do so tmrw if they wanted. But why pay union dues & give up stock options for nothing? Our safety record is 2X better than when plant was UAW & everybody already gets healthcare.
Không ai ngăn cản ê-kíp Tesla tại xưởng sản xuất ô tô của chúng ta bầu ra công đoàn. Có thể làm vậy vào ngày mai nếu muốn. Nhưng tại sao phải trả phí công đoàn và từ bỏ cổ phiếu để trắng tay? Hồ sơ an toàn lao động của chúng ta tốt gấp đôi thời UAW và ai cũng có sẵn healthcare rồi.
21 tháng 5 năm 2018
CEO Elon Musk đăng một dòng tweet vào tháng 5 năm 2018, trong đó ngụ ý rằng công nhân sẽ mất cổ phiếu nếu họ thành lập công đoàn. Ba năm sau, NLRB lệnh cho Musk xóa những dòng tweet đó và phục chức cho Ortiz với toàn bộ tiền đền bù. Thêm vào đó, Tesla phải treo bảng thông báo về vụ tweet tại toàn bộ các nhà máy Hoa Kỳ.
Tesla kháng cáo quyết định của NLRB tại Tòa Phúc thẩm Hoa Kỳ Khu vực thứ năm ban đầu ủng hộ lệnh của NLRB. Ortiz trả lời rằng "Tôi rất mong chờ được quay trở lại Tesla và làm việc cùng đồng nghiệp nhằm hoàn tất việc thành lập công đoàn". Trong một buổi tường thuật vào năm 2024, tòa án đã thay đổi quyết định và cho rằng tweet của Musk là quyền tự do ngôn luận được bảo vệ bởi Hiến pháp, khuyến cáo NLRB xem xét lại lệnh phục chức cho Ortiz.
Bốn năm sau dòng tweet trên, Musk mời UAW tổ chức bầu cử công đoàn tùy ý mà không đe dọa trả đũa. Chủ tịch UAW Ray Curry phản hồi rằng, nếu Tesla thực sự nghiêm túc về việc thành lập công đoàn, Tesla phải thừa nhận là đã làm sai luật khi sa thải Ortiz và khi Musk đăng những dòng tweet đầu tiên.
Phóng sự của CNBC vào năm 2022 chỉ ra rằng Tesla đã trả tiền cho công ty quan hệ công chúng MikeWorldWide nhằm giám sát hội nhóm Facebook của nhân viên Tesla và các nhà tổ chức công đoàn trên mạng xã hội từ năm 2017 tới năm 2018. Theo đó, MikeWorldWide được cho là đã theo dõi các thảo luận liên quan đến hành vi lao động bất công và một vụ kiện tụng quấy rối tình dục tại Tesla. Các nhân viên cũ và mới tại Tesla trả lời với CNBC rằng họ tin công ty còn tiếp tục theo dõi họ đến năm 2022.